# Ibrahim Elkabbani
Ibrahim Elkabbani (* 26. August 2002 in Kairo) ist ein ägyptischer Squashspieler.

## Karriere
Ibrahim Elkabbani spielte 2019 erstmals auf der PSA World Tour und gewann auf dieser bislang sieben Titel. Der erste Titelgewinn gelang ihm in der Saison 2019/20 im Februar 2020 in Jaipur. In der Saison 2021/22 folgte ein Turniersieg in Birmingham, in der darauffolgenden Saison gewann er Turniere in Dhaka und Johns Creek. Zwei weitere Titelgewinne gelangen ihm in der Saison 2023/24 in Winnipeg und Johannesburg. Seine höchste Platzierung in der Weltrangliste erreichte er mit Rang 58 am 29. Juli 2024. In der Saison 2020/21 gewann er eines der Qualifikationsturniere für die Weltmeisterschaft und gab dort sein Debüt im Hauptfeld. Dabei schied er in der ersten Runde gegen Karim El Hammamy aus.

## Erfolge
- Gewonnene PSA-Titel: 7